# Mellon Collie and the Infinite Sadness
Mellon Collie and the Infinite Sadness (abgekürzt: MCIS) ist, nach zwei regulären Studioalben und einer B-Seiten-Sammlung, das dritte reguläre Studioalbum der Smashing Pumpkins. Der Musikstil ist breit gefächert und wechselt zwischen Thrash Metal, melodiösen, barock anmutenden Pop-Songs, Artrock, Grunge und akustischen Balladen.

## Entstehung
MCIS wurde zwischen März und August 1995 in verschiedenen Studios in Chicago aufgenommen. Neben dem 1993er Album Siamese Dream, mit dem die Band ihren internationalen Durchbruch schaffte, gilt dieses Album unter Kritikern als vielseitigstes der Band. Auch kommerziell war MCIS sehr erfolgreich. Es stieg nach Veröffentlichung in die amerikanischen Billboard-Charts auf Position 1 ein und verkaufte in den USA bis Mai 2005 insgesamt 9,4 Millionen und weltweit 16 Millionen Exemplare.
Billy Corgan begann mit der Arbeit zu MCIS nach ausgiebigen Touraktivitäten für die vorhergehenden Alben. In einem Jahr schrieb er nach eigenen Angaben 56 Songs. Ursprünglich als Konzeptalbum geplant, sollte dieses Album, nach seinen Worten, The Wall der 90er Jahre werden. Es wurde schließlich eine Doppel-CD mit 28 Songs veröffentlicht. Der große Erfolg dieser Platte schlug sich teilweise in Grammy-Nominierungen nieder; insgesamt erreichte es 7 Nominierungen, u. a. auch für das Album des Jahres.
Neben diesen Erfolgen gab es jedoch auch Niederschläge für die Band. Bei einem Konzert in Dublin auf der Tour zu MCIS 1996 wurde ein Fan zu Tode gequetscht. Billy Corgan gab an, nach diesem Vorfall erwogen zu haben, die Band aufzugeben. Bei einem weiteren Konzert im Juli 1996 wurden der Keyboarder auf der Tour, Jonathan Melvoin, und Jimmy Chamberlin mit einer Überdosis Heroin aufgefunden. Melvoin starb daran; Chamberlin überlebte, wurde aber wegen fortgesetzten Drogenmissbrauchs aus der Band geworfen.
Corgan erklärte nach all diesen Vorfällen, dass MCIS das letzte richtige Rock-Album der Band war. Er sagte, dass Rockmusik tot sei, da sie durch Mangel an Experimentierfreudigkeit statisch geworden sei.

## Titelliste

### CD 1: dawn to dusk
1. Mellon Collie and the Infinite Sadness – 2:52
2. Tonight, Tonight – 4:14
3. Jellybelly – 3:01
4. Zero – 2:41
5. Here Is No Why – 3:45
6. Bullet with Butterfly Wings – 4:18
7. To Forgive – 4:17
8. An Ode To No One – 4:51
9. Love – 4:21
10. Cupid de Locke – 2:50
11. Galapogos – 4:47
12. Muzzle – 3:44
13. Porcelina of the Vast Oceans – 9:21
14. Take Me Down – 2:52

### CD 2: twilight to starlight
1. Where Boys Fear to Tread – 4:22
2. Bodies – 4:12
3. Thirty-Three – 4:10
4. In the Arms of Sleep – 4:12
5. 1979 – 4:25
6. Tales of a Scorched Earth – 3:46
7. Thru the Eyes of Ruby – 7:38
8. Stumbleine – 2:54
9. X.Y.U. – 7:07
10. We Only Come Out at Night – 4:05
11. Beautiful – 4:18
12. Lily (My One and Only) – 3:31
13. By Starlight – 4:48
14. Farewell and Goodnight – 4:22

Alle Songs wurden von Billy Corgan geschrieben, außer Take Me Down (James Iha) und Farewell and Goodnight (Corgan/Iha).
Die LP-Version bestand aus 3 Tonträgern; die Seiten hatten folgende Bezeichnungen: Dawn, Tea Time, Dusk, Twilight, Midnight und Starlight. Ferner waren auf der LP-Version zwei Bonustracks: The Infinite Sadness und Tonite Reprise. Als Singles ausgekoppelt wurden: Bullet With Butterfly Wings, 1979, Tonight, Tonight, Zero und Thirty-Three.

## Kommerzieller Erfolg

### Chartplatzierungen
| ChartsChartplatzierungen       | Höchstplatzierung | Wochen |
| ------------------------------ | ----------------- | ------ |
| Deutschland (GfK)              | 21 (44 Wo.)       | 44     |
| Österreich (Ö3)                | 36 (15 Wo.)       | 15     |
| Schweiz (IFPI)                 | 27 (12 Wo.)       | 12     |
| Vereinigte Staaten (Billboard) | 1 (93 Wo.)        | 93     |
| Vereinigtes Königreich (OCC)   | 4 (49 Wo.)        | 49     |

| ChartsJahrescharts (1996)    | Platzierung |
| ---------------------------- | ----------- |
| Deutschland (GfK)            | 47          |
| Vereinigtes Königreich (OCC) | 83          |

### Auszeichnungen für Musikverkäufe
| Land/Region                  | Auszeichnungen für Musikverkäufe (Land/Region, Auszeichnung, Verkäufe) | Verkäufe   |
| ---------------------------- | ---------------------------------------------------------------------- | ---------- |
| Australien (ARIA)            | 4× Platin                                                              | 280.000    |
| Belgien (BRMA)               | Platin                                                                 | 50.000     |
| Deutschland (BVMI)           | Gold                                                                   | 250.000    |
| Frankreich (SNEP)            | 2× Gold                                                                | 200.000    |
| Italien (FIMI)               | Gold                                                                   | 25.000     |
| Japan (RIAJ)                 | Gold                                                                   | 100.000    |
| Kanada (MC)                  | Diamant                                                                | 1.000.000  |
| Neuseeland (RMNZ)            | 7× Platin                                                              | 105.000    |
| Niederlande (NVPI)           | Gold                                                                   | 50.000     |
| Norwegen (IFPI)              | Gold                                                                   | 25.000     |
| Schweden (IFPI)              | Gold                                                                   | 40.000     |
| Spanien (Promusicae)         | Gold                                                                   | 50.000     |
| Vereinigte Staaten (RIAA)    | Diamant                                                                | 10.000.000 |
| Vereinigtes Königreich (BPI) | Platin                                                                 | 300.000    |
| Insgesamt                    | 9× Gold · 13× Platin · 2× Diamant ·                                    | 12.475.000 |